# 树滋楼
树滋楼，位于中国福建省云霄县和平乡宜谷径村，清乾隆五十四年（1789年）始建，系高氏族人聚居之所。为通廊式与单元式相结合的圆形土楼，单环，三层，直径50米；楼外墙由精琢细磨的花岗岩条石密缝摆砌至二楼，上部为三合土夯筑。北面设一个大门，楼内共28开间，每单元自备楼梯上下，三层设内通廊。2009年11月16日公布为第七批福建省文物保护单位。